# Dow-Nunatak
Der Dow-Nunatak ist ein kleiner, verhältnismäßig isolierter Nunatak im westantarktischen Marie-Byrd-Land. Er ragt 5,5 km nordwestlich des Mount Sinha im südwestlichen Teil der McDonald Heights auf.
Der United States Geological Survey kartierte ihn anhand eigener Vermessungen und Luftaufnahmen der United States Navy aus den Jahren von 1959 bis 1965. Das Advisory Committee on Antarctic Names benannte ihn 1974 nach Charles R. Dow, Glaziologe auf der Byrd-Station von 1969 bis 1970.